# Pico de Adán
El Pico de Adán (en tamil, Sivanolipatha Malai - சிவனொளி பாதமலை; en idioma cingalés, Sri Pada; en árabe al-Rohun; y en inglés Adam's Peak) es una montaña cónica de 2243 metros de altitud situada en Sri Lanka, reverenciada como sitio sagrado por hinduistas, budistas y musulmanes.
Los peregrinos hindúes suben a la montaña siguiendo una variedad de rutas de miles de escalones, el ascenso dura aproximadamente entre 3 o 4 horas, y en general se realiza de noche para llegar a la cima al amanecer.
El momento cumbre de la época de peregrinación es en abril, y el objetivo es estar en la cima de la montaña al amanecer, cuando la peculiar forma de la montaña proyecta una sombra triangular sobre la planicie circundante.
En la cima de la montaña hay un santuario en honor a Buda, en el que los fieles dejan sus ofrendas, y  tocan una campana según el número de veces que han subido al santuario. Además, se quema coco con el que se produce aceite, el que alimenta las velas siempre ardientes del lugar.
La reliquia sagrada del santuario es una roca con forma de huella, similar a un enorme pie (casi dos metros).
La leyenda musulmana afirma que es la huella del pie de Adán, quien fue situado en Sri Lanka (la isla de Ceilán) como el mejor sitio después del Jardín del Edén; de esto viene el nombre de Pico de Adán. Otros candidatos de otras leyendas para haber dejado esa gigantesca huella son: Shivá, Buda y santo Tomás (el apóstol).
Cerca de la huella se puede encontrar un sepulcro dedicado a Saman, una deidad budista encargada de proteger la cumbre de la montaña.
La leyenda budista dice que la huella del otro pie estaría en una ciudad que dista unos 159 kilómetros, o posiblemente en Phra Sat (Tailandia).
Ibn Battuta fue el primer autor que relató su ascensión (en el siglo XIV) y confirmó la presencia de cadenas de hierro instaladas como pasamanos y que ya habían sido descritas por el italiano Marco Polo.
Sin embargo, el punto más alto de la isla no es el Pico de Adán, sino el monte Pidurutalagala, de 2524 m.

## Geografía

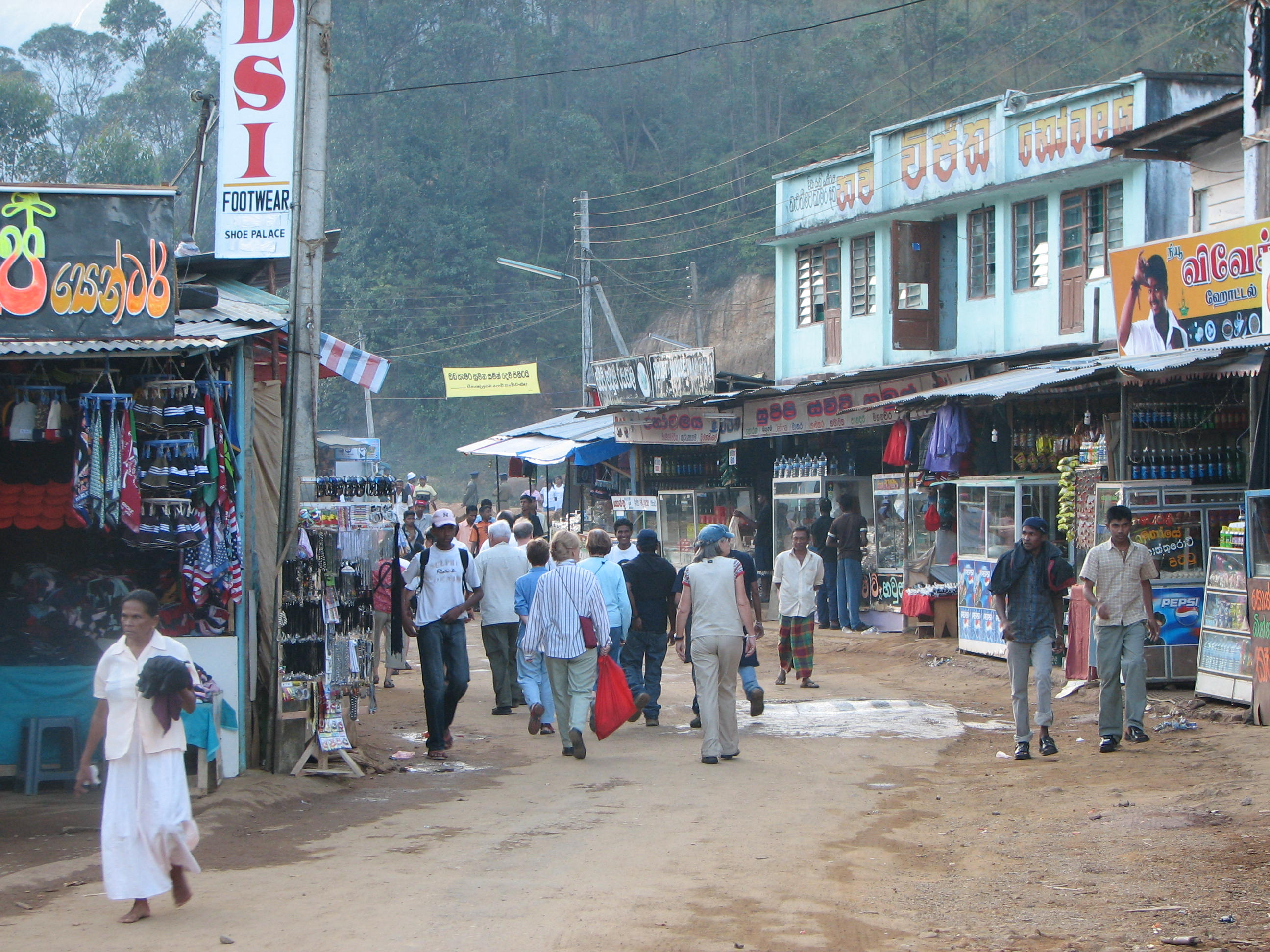
La comunidad de Maskeliya situada al pie de la montaña, lugar donde comienza la ascensión al Pico de Adán.

La montaña está ubicada en la parte sur de la región de las tierras altas centrales de Sri Lanka, dentro del área de Ratnapura, provincia de Sabaragamuwa, a unos 40 km al noreste de la ciudad de Ratnapura. Todo lo que rodea esta área es bosque denso y colinas, con montañas que son casi del mismo tamaño. El área alrededor de la montaña es un área de hábitat y población para la vida silvestre, incluidos elefantes, tigres y varias otras especies endémicas.